# Metadromius ramburii
Metadromius ramburii es una especie de escarabajo de la familia Carabidae.

## Distribución geográfica
Se distribuye por la península ibérica (España y Portugal) y el noroeste del Magreb.